# Porta de Figuerola
Porta de Figuerola és una pintura a l'oli sobre tela realitzada per Jaume Pons Martí entre els anys 1873 i 1905. Actualment s'exposa al Museu d'Art de Girona. Al quadre s'hi observa part del paisatge urbà de la Girona de finals del segle xix, es veu un fragment de la muralla del Mercadal, que a inicis del segle xx va ser enderrocada, provocant un canvi en la fisonomia gironina que es mantenia gairebé intacta des del segle xv. Era una muralla que havia perdut la seva eficàcia; ja no servia per defensar, sinó que s'havia convertit en un passeig perfecte per descansar de l'atapeït barri vell.
La primera decisió sobre l'enderrocament de les muralles l'havia pres l'any 1868 la Junta Revolucionària constituïda a la ciutat. Les demolicions van durar fins al 1931, amb la República.

## Autor
L'autor d'aquesta obra és Jaume Pons Martí, pintor barceloní que el 1897 s'instal·là definitivament a Girona, i on aprofità per copsar amb els seus pinzells molts indrets de la ciutat. Gràcies a això, podem conèixer racons que haguessin quedat en l'oblit.

## Història

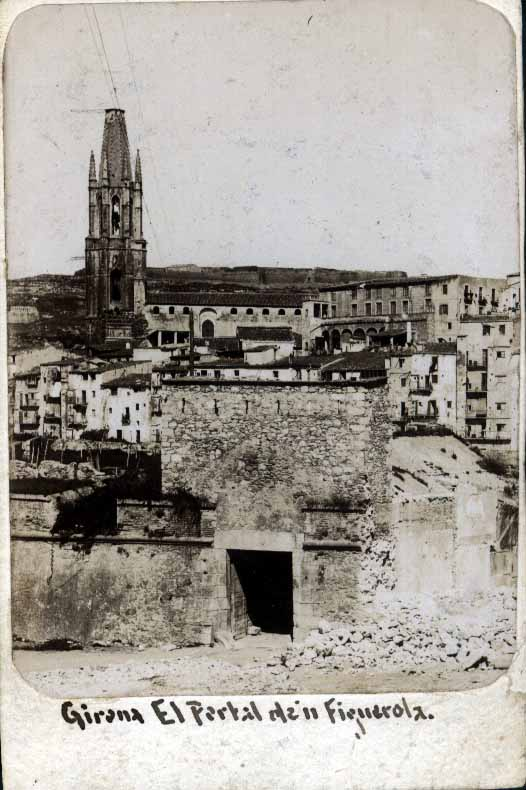
La Porta de Figuerola de Girona a principis del segle XX

La pintura mostra un fragment de la muralla de Girona, en concret, la Porta de Figuerola, que conformava l'accés al Baluard de Figuerola, el lloc on actualment hi ha l'edifici de Correus. Hi ha un altre quadre en el mateix Museu d'Art de Girona i del mateix autor, conegut com a Porta de Girona, que també mostra aquest indret. L'obra La Porta de Figuerola està pintada des del punt de mira del qui entra a la ciutat, i l'altre des del punt de sortida. L'accés es feia mitjançant un túnel de vuit metres d'allargada.

## Descripció
La composició d'aquesta obra es pot dividir horitzontalment en dues parts. A la part inferior s'hi mostra la porta de Figuerola, i davant seu tres personatges femenins que conversen. Més enllà del llindar de la porta es distingeix la figura d'un home amb barret: és el burot amb el punxó de ferro. A la part superior, en canvi, la composició queda formada per la catedral al centre, i el campanar de l'església de Sant Feliu i un tros del castell de Montjuïc a l'esquerra. Les verticals de la catedral i Sant Feliu equilibren l'horitzontalitat de la composició. Pel que fa a la gamma cromàtica, a la part inferior hi ha un predomini total d'ocres, terres i verdosos. A la part superior, en canvi, hi predominen els blaus. La dreta del celatge deixa entreveure que s'acosta una tempesta.

## Conservació i Restauració
Aquesta obra es va restaurar l'any 2009 juntament amb l'obra Portal de Girona del mateix autor, gràcies a la col·laboració de la Diputació de Girona i el Museu d'Art de Girona.